# Louis-Jules Trochu
Louis-Jules Trochu (Le Palais, 12 marzo 1815 – Tours, 7 ottobre 1896) è stato un generale e politico francese.
Fu nominato Presidente del Governo di Difesa Nazionale dopo l'uscita di scena di Napoleone III di Francia. Rimase in carica dal 4 settembre 1870 al 13 febbraio 1871.

## Biografia

### I primi anni e la carriera militare
Louis-Jules Trochu nacque a Le Palais (Belle Île) il 12 marzo 1815, mentre Napoleone Bonaparte si apprestava a marciare trionfalmente su Parigi per la seconda volta. Suo zio Benjamin Clemançon, fu una figura fondamentale nella sua vita e lo avviò alla carriera militare avendo egli stesso servito nelle armate napoleoniche.
Trochu venne educato all'École spéciale militaire de Saint-Cyr, ove uscì nel 1837 per poi essere promosso tenente nel 1840 e capitano nel 1843. Egli prestò servizio col grado di capitano in Algeria al comando del maresciallo Thomas Robert Bugeaud de la Piconnerie il quale, in riconoscimento del valore dimostrato nelle battaglie di Sidi Yussuf e Isly, lo nominò suo aiutante di campo personale conferendogli importanti commissioni. Promosso maggiore nel 1845, Trochu venne nominato colonnello dal 1853 e prese quindi parte alla Guerra di Crimea dapprima come aiutante di campo del maresciallo Jacques Leroy de Saint Arnaud e poi come generale di brigata. In questo stesso periodo egli ricevette la commenda della Legion d'Onore e venne nominato poi generale di divisione a seguito del suo ferimento durante l'assedio di Sebastopoli. Durante la campagna in Italia del 1859, ottenne il comando della 2ª divisione e si guadagnò il titolo di Grand'Ufficiale della Legion d'Onore dopo aver combattuto valorosamente a Magenta e a Solferino alla testa dei propri uomini.

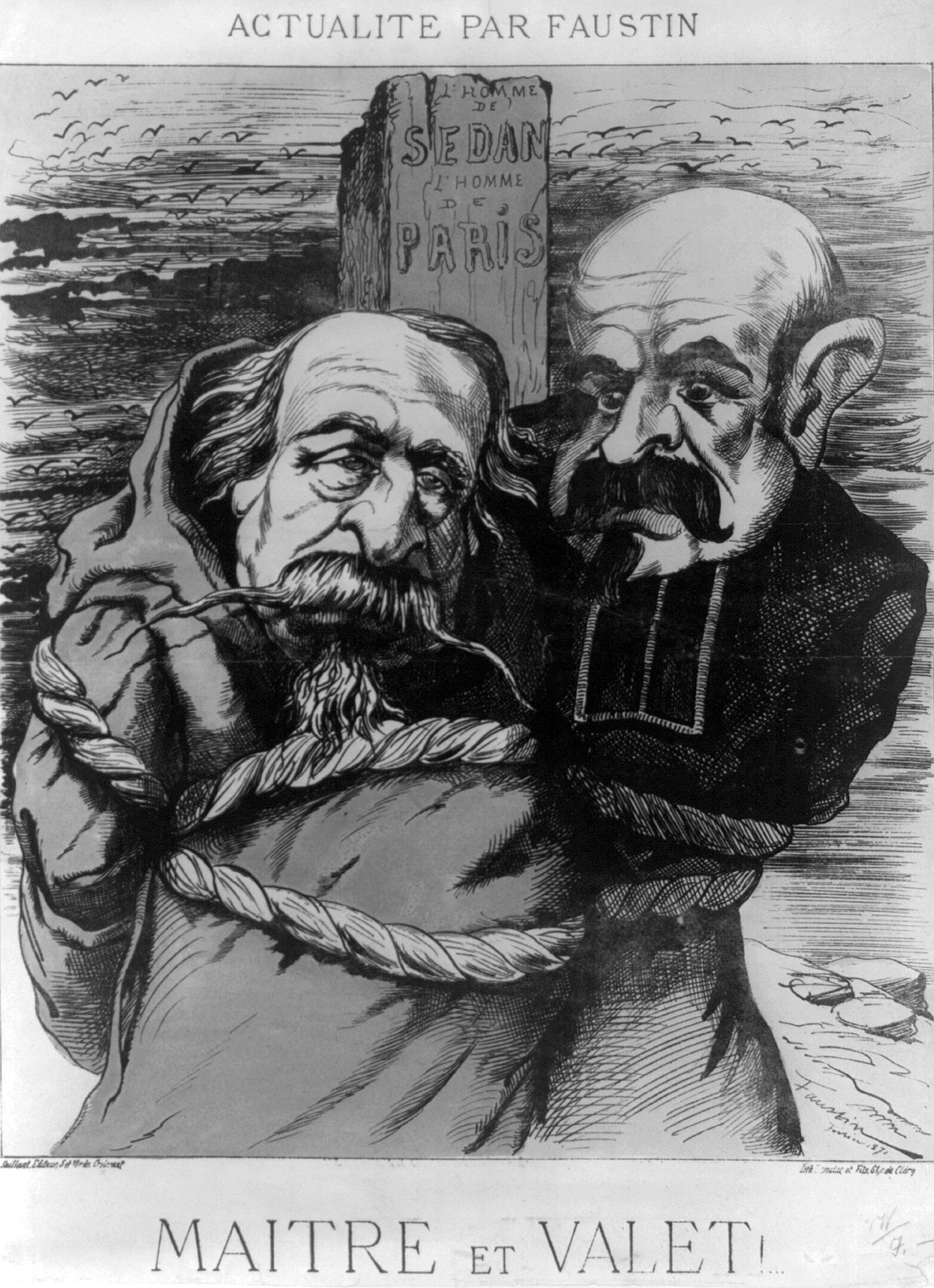
Caricatura del 1871 che mostra Napoleone III vestito da monaco e Louis Jules Trochu vestito come sacerdote, legati ad un palo con la scritta "L'homme de Sedan. L'homme de Paris." Ad entrambi venne imputata la responsabilità della sconfitta della Francia nell'ambito della guerra franco-prussiana.

Nel 1866 Trochu divenne ispettore d'esercito in preparazione della riorganizzazione degli schemi militari dell'impero e pubblicò anonimamente quello stesso anno il volume L'Armée française en 1867, lavoro ispirato da sentimento orleanisti che raggiunse le dieci riedizioni nel giro di pochi mesi e giunse a venti nel 1870. La fama acquisita gli aprì le porte della corte imperiale ed egli ricoprì un ruolo sempre più rilevante nei preparativi alla guerra franco-prussiana. Dopo i primi disastri del 1870, egli venne nominato dall'imperatore in persona primo comandante delle truppe del campo di Châlons e poco dopo, il 17 agosto, divenne governatore di Parigi e comandante in capo di tutte le forze destinate alla difesa della capitale, forze che includevano 120 000 soldati regolari, 80 000 mobili e 330 000 membri della guardia nazionale.

### Capo di Stato francese
Trochu lavorò alacremente per la difesa di Parigi e anche durante l'assedio di Parigi diede prova di essere un maestro delle tecniche di difesa passiva. Allo scoppio della rivoluzione il 4 settembre di quell'anno, divenne presidente del Governo Nazionale della Difesa, sebbene una manifestazione popolare il 31 ottobre di quell'anno si scagliò contro la sua presenza al governo, essendo egli sentito come una rappresentanza di quell'imperatore che durante la battaglia di Sedan qualche tempo prima era stato catturato e dichiarato decaduto. Il suo piano per difendere la città venne però alla fine vanificato ed egli dovette dimettersi dalla carica di governatore di Parigi il 22 gennaio 1871, consegnando la carica al generale Joseph Vinoy, mantenendo la presidenza del governo sino all'armistizio firmato nel febbraio di quell'anno. Dopo la disastrosa battaglia di Buzenval, infatti, la popolazione stessa richiese la rimozione di Trochu dal governo, ritenuto responsabile del fallimento di una parte cruciale della guerra franco-prussiana.

### Gli ultimi anni
Venne eletto all'Assemblea Nazionale in otto dipartimenti, ma decise di rappresentare Morbihan. Nell'ottobre del 1871 venne eletto anche presidente del consiglio generale per Morbihan. Nel luglio del 1872 si ritirò dalla vita politica e nel 1873 anche dall'esercito. Pubblicò nel 1873 l'opera Pour la vérité et pour la justice, una giustificazione pubblica del governo della difesa nazionale, e nel 1879 L'Armée française en 1879, par un officier en retraite, una sorta di supplemento al suo lavoro del 1867.
Trochu morì a Tours la notte del 7 ottobre 1896. I funerali, tenutisi il 10 ottobre successivo nella chiesa di Saint Pierre des Corps, vennero celebrati dall'arcivescovo di Tours, René François Renou. Secondo la sua volontà, venne sepolto in una tomba spartana nel cimitero de la Salle.